# Moder (humus)
Moder is een humusvorm die bestaat uit de ontlasting van de mesofauna, waarbij geen menging van het organische en het minerale materiaal heeft plaatsgevonden. Moder heeft een koolstof-stikstofverhouding van ongeveer 20 en een pH van 4–5. In Nederland komt moder vooral voor in bodems met een mineralogisch rijker moedermateriaal op de hogere zandgronden, veraarde bovengronden in hoogveengebieden en in goed gedraineerde zandgronden in het rivierlandschap.